# Killer Love
Killer Love ist das Debütalbum der US-amerikanischen Pop-Sängerin Nicole Scherzinger. Es wurde am 18. März 2011 erstmals in Großbritannien veröffentlicht. Mit den Arbeiten an dem Album hat Nicole Scherzinger bereits 2005 angefangen. Damals wollte sie das Album mit dem Namen Her Name Is Nicole herausbringen. Aber wegen zeitlicher Unstimmigkeiten in Bezug auf die Pussycat-Dolls-Tour hat sie die Arbeiten an ihrem Debütalbum verschoben. Am Album mitgewirkt haben Produzenten wie RedOne (Poker Face, Lady Gaga) oder auch Stargate (Broken-Hearted Girl, Beyoncé, Closer, Ne-Yo oder auch Rude Boy, Rihanna).

## Singles
Als Lead-Single hat Nicole Scherzinger die von Red One produzierte Hymne Poison ausgesucht. Die Single war sehr erfolgreich und stieg in vielen europäischen Ländern in die Top 20 der Charts ein. In England schaffte es die Single auf Platz 3 der offiziellen Single-Charts.
Als zweite Single hat sie Don’t Hold Your Breath veröffentlicht. Der Titel war ursprünglich für Timbalands zweites Album Shock Value 2 geplant, geschrieben und eingesungen von Keri Hilson. Aus unbekannten Gründen wurde der Song nicht auf Timbalands Album veröffentlicht und von DJ Dave Audé neu produziert. Die Single schaffte es auf Anhieb auf Platz 1 in England.
Als dritte Single hat Nicole Scherzinger Right There, ein Track mit Rapper 50 Cent, veröffentlicht. Es war ihre erste in den Vereinigten Staaten veröffentlichte Single. Sie erreichte damit in vielen Ländern hohe Positionen in den Charts. In den Vereinigten Staaten schaffte sie es auf Rang 39 der Billboard-Charts. Im Vereinigten Königreich gelang die Single erneut in die Top 3 der Singlecharts. In Deutschland erreichte sie allein durch hohe Downloadzahlen Platz 61 der offiziellen Singlecharts. Als Nächstes hat sie die Singles Wet und Try with Me veröffentlicht.

## Promotion
Nicole Scherzinger promotete ihr Album in Europa durch ihre Killer Love-Tour. Außerdem hat sie viele Songs in der US-amerikanischen Version von X-Factor präsentiert.

## Titelliste
| #   | Titel                                                                                    | Songwriter | Produzent(en)                                          | Länge |
| --- | ---------------------------------------------------------------------------------------- | --- | ------------------------------------------------------ | ----- |
| 1.  | Poison                                                                                   | Nicole Scherzinger, RedOne, Bilal Hajji, BeatGeek, AJ Junior, Kinda Hamid                                                                        | RedOne, BeatGeek, Jimmy „Joker“ Thörnfeldt (co.)       | 3:47  |
| 2.  | Killer Love                                                                              | Scherzinger, RedOne, Hajji, BeatGeek, Junior, Jimmy „Joker“ Thörnfeldt                                                                           | RedOne, BeatGeek                                       | 3:52  |
| 3.  | Don’t Hold Your Breath                                                                   | Toby Gad, Josh Alexander, Billy Steinberg | Carl Falk, Steve Josefsson, Rami                       | 3:17  |
| 4.  | Right There                                                                              | James Scheffer, Ester Dean, Frank Romano, Daniel Morris                                                                                          | Jim Jonsin                                             | 4:02  |
| 5.  | You Will Be Loved                                                                        | Timothy Thomas, Theron Thomas | Julian Swirsky                                         | 4:16  |
| 6.  | Wet                                                                                      | Mikkel S. Eriksen, Tor E. Hermansen, Sandy Wilhelm, Dean, Traci Hale                                                                             | StarGate, Sandy Vee                                    | 3:37  |
| 7.  | Say Yes                                                                                  | RedOne, Jimmy „Joker“ Thörnfeldt, Jonas Saeed, Pontef Soderquift, Nailah Thourbourne, Nyanda Thourbourne, Tasha Thourbourne, Candace Thourbourne | RedOne, Jimmy „Joker“ Thörnfeldt                       | 3:29  |
| 8.  | Club Banger Nation                                                                       | RedOne, Hajji, Hamid | RedOne                                                 | 4:06  |
| 9.  | Power’s Out (feat. Sting)                                                                | Terius Nash, Thaddis Harrell, Christopher Stewart                                                                                                | The-Dream, Christopher Stewart                         | 4:10  |
| 10. | Desperate                                                                                | Scherzinger, RedOne, Hamid | RedOne                                                 | 3:27  |
| 11. | Everybody                                                                                | Scherzinger, RedOne, Adil Khayat, Junior, Hajji, Jimmy „Joker“ Thörnfeldt, BeatGeek, Trina Harmon                                                | RedOne, BeatGeek (co.), Jimmy „Joker“ Thörnfeldt (co.) | 3:50  |
| 12. | Heartbeat (Rudi Wells’ Open Heart Remix) (Enrique Iglesias featuring Nicole Scherzinger) | Enrique Iglesias, Jamie Scott, Mark Taylor | Mark Taylor                                            | 3:32  |
| 13. | Casualty                                                                                 | Matthew Samuals, A. England, L. Rodrigues, B. Ryan, Z. Epstein                                                                                   | Boi-1da, The Mavin Boys (add.)                         | 4:21  |
| 14. | AmenJena                                                                                 | Harmon, Scherzinger | Trina Harmon                                           | 5:22  |

## Kommerzieller Erfolg

### Chartplatzierungen
In Deutschland erreichte das Album Platz 85 der Albumcharts und blieb eine Woche in den Top 100. In der Schweiz schaffte es das Album auf Rang 55 der offiziellen Albumcharts. In den britischen Albumcharts erreichte das Album auf Anhieb Platz acht. Nicole gab in einem Interview bekannt, dass das Album nicht mehr in den Vereinigten Staaten erscheinen wird.
| ChartsChartplatzierungen     | Höchstplatzierung | Wochen |
| ---------------------------- | ----------------- | ------ |
| Deutschland (GfK)            | 85 (1 Wo.)        | 1      |
| Schweiz (IFPI)               | 55 (2 Wo.)        | 2      |
| Vereinigtes Königreich (OCC) | 8 (29 Wo.)        | 29     |

| ChartsJahrescharts (2011)    | Platzierung |
| ---------------------------- | ----------- |
| Vereinigtes Königreich (OCC) | 73          |

### Auszeichnungen für Musikverkäufe
| Land/Region                  | Auszeichnungen für Musikverkäufe (Land/Region, Auszeichnung, Verkäufe) | Verkäufe |
| ---------------------------- | ---------------------------------------------------------------------- | -------- |
| Neuseeland (RMNZ)            | Gold                                                                   | 107.500  |
| Vereinigtes Königreich (BPI) | Gold                                                                   | 100.000  |
| Insgesamt                    | 2× Gold ·                                                              | 100.000  |